# バユダ砂漠

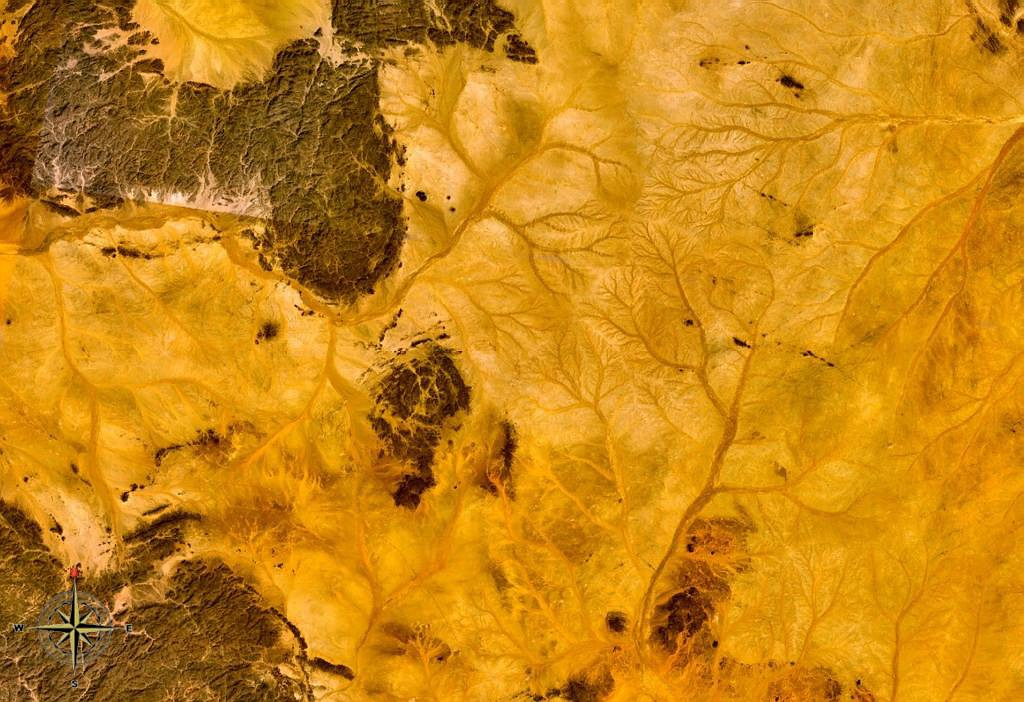
上空写真（NASA）

バユダ砂漠（バユダさばく、英語: Bayuda Desert）は、北アフリカスーダンハルツーム西部に位置する砂漠である。サハラ砂漠の東側にある。

## 概要
北アフリカスーダンの首都ハルツーム西部に位置しており、エジプトピラミッドの南にある。砂漠自体は、東と西からナイル川に挟まれている。
この地域に住んでいるのは遊牧民族であり、頻繁に商人が行き交っている。